# Tampone uretrale
Il tampone uretrale è una metodica comunemente utilizzata nei laboratorio di microbiologia e di comune richiesta per la diagnosi delle infezioni delle vie urinarie inferiori (uretrite).

## Preparazione dell'esame
Il soggetto deve presentarsi la mattina presto nel laboratorio di analisi a vescica piena, senza aver urinato per almeno 6-8 ore (sera precedente). Inoltre non deve essere in atto una terapia antibiotica; il non rispetto di questi accorgimenti,  può comportare la refertazione di un risultato falso negativo.

## Procedura
Metodo di raccolta
I tamponi uretrali sono delle aste sottili di alluminio di 15-20 cm (i tamponi vaginali sono di carta compressa, più spessi e meno deformabili), aventi all'estremità un piccolo batuffolo di cotone del diametro di 1-3 mm. Il medico deve avere la particolare accortezza di inserire il tampone per 1 cm nella donna e per circa 1-2 cm nell'uomo. In quest'ultimo è importante far strizzare il pene 2 o 3 volte al fine di far risalire lungo l'uretra l'eventuale materiale essudativo.
Note ed accorgimenti
Nella donna, il tampone uretrale, insieme al vaginale, rientra negli esami di profilassi e controllo durante la gravidanza. Si deve ricordare che la particolare conformazione anatomica della donna e la non necessaria profonda introduzione del tampone, rendono l'esame poco doloroso ed invasivo. Nell'uomo, l'esame può risultare invece abbastanza doloroso ma soprattutto fastidioso: per questo si devono monitorizzare i soggetti sensibili dopo l'esame, onde prevenire l'eventuale lipotimia o sincope.

## Significato dei tamponi, trasporto ed identificazione
I tamponi con il materiale prelevato devono subire trattamenti differenziati e devo essere trasportati con particolari accortezze.
- Il primo tampone è utilizzato per la ricerca della Chlamydia trachomatis, l'agente più comunemente isolato nelle infezioni delle vie genito-urinarie. Il tampone viene trasportato in un terreno specifico per il batterio (contiene antibiotici per altri batteri e nutrienti per Chlamydia) e analizzato con allestimento di colture cellulari, di test specifici biochimici e di immunofluorescenza.
- Il secondo tampone (molto raramente nelle donne) viene raccolto per l'analisi dell'eventuale essudato (ma anche della comune secrezione). Il materiale raccolto viene steso in un vetrino per la colorazione di Gram. Questa tecnica è particolarmente importante per la diagnosi di gonorrea, qualora si riscontri una discreta quantità di gonococchi all'interno dei polimorfonucleati.
- Il terzo tampone è utilizzato per la coltura (e la successiva identificazione) di eventuali patogeni batterici delle vie urinarie. Il materiale viene introdotto nel terreno di trasporto di Stuart, contenente sodio tioglicolato, sodio glicerofosfato, cloruro di calcio, agar agar, blu di metilene e carbone vegetale (quest'ultimo solo se si sospetta infezione da parte di enterobacteriaceae). In questo campione vengono fatti numerosi esami per la ricerca batterica.
- Il quarto tampone viene utilizzato per la ricerca esclusiva del Mycoplasma, con terreno peculiare e ricerca specifica.
- Il quinto tampone (soprattutto nella donna, molto raro, assume invece un importantissimo significato come tampone vaginale) viene utilizzato per la ricerca a fresco di Candida. Si trasporta in soluzione fisiologica, in seguito analizzata al microscopio ottico (senza colorazione), per l'identificazione delle forme ifali di Candida, indici di infezione infiammatoria. Eventualmente, solo in casi di sospetta infezione, il quinto tampone può essere utilizzato anche nel maschio, ma in sede non-uretrale; la raccolta deve infatti avvenire nel glande e nel solco balano-prepuziale.